# 3830 Треллеборґ
3830 Треллеборґ (3830 Trelleborg) — астероїд головного поясу, відкритий 11 вересня 1986 року.
Тіссеранів параметр щодо Юпітера — 3,213.